# Frescobol

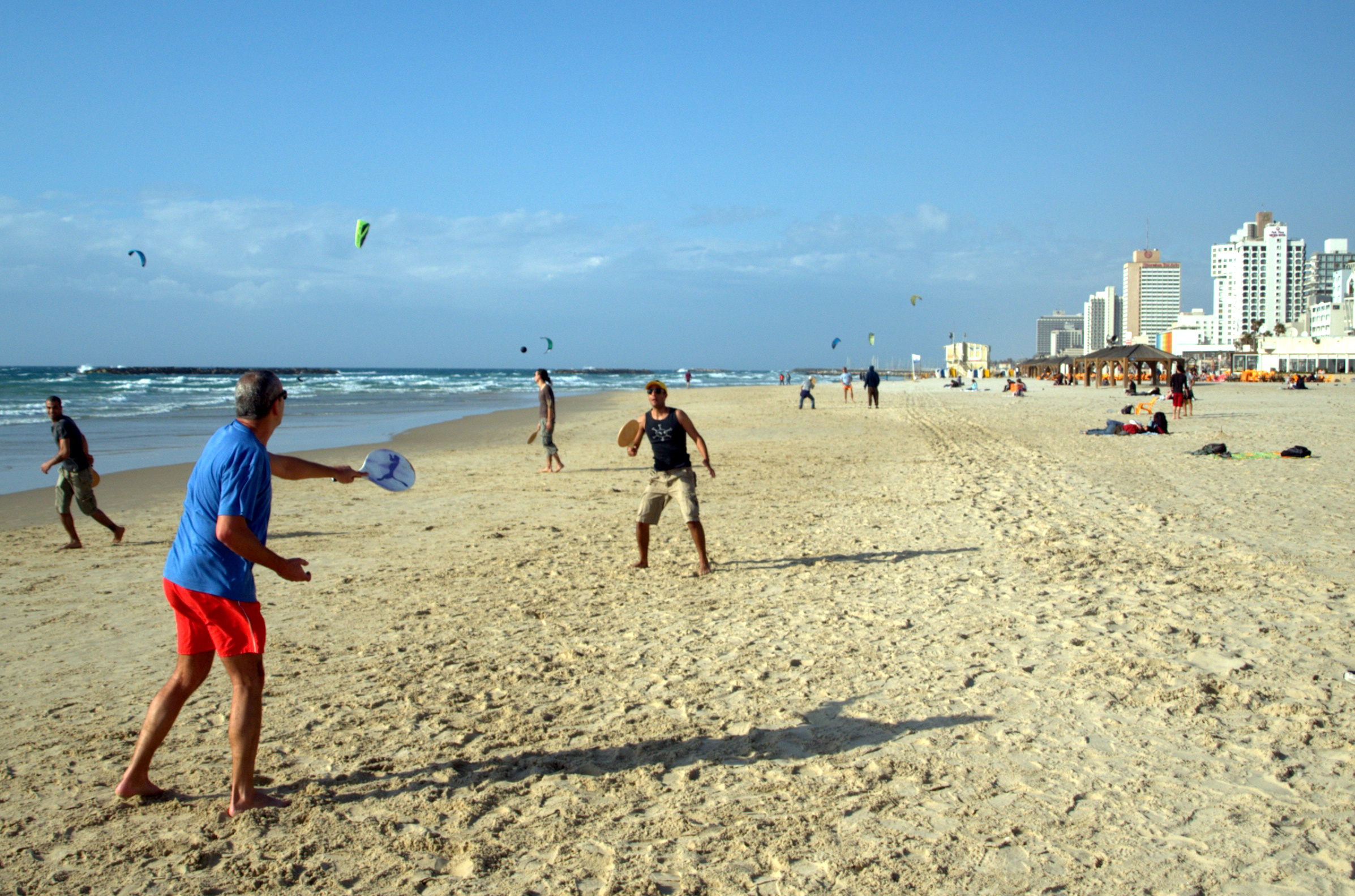
Frescobol a la platja de Tel-Aviv

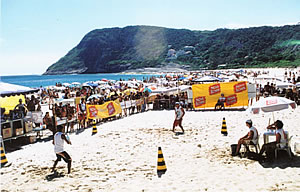

El frescobol és un esport que es va desenvolupar a Brasil just després de la Segona Guerra Mundial, a les platges de Copacabana a Rio de Janeiro.
A Israel es coneix com a Matkot i es juga a les platges del Mandat britànic de Palestina des de la dècada de 1920. La documentació inicial del joc inclou una escena de la platja de Tel-Aviv de 1932 de l'artista israelià Nahum Gutman que mostra dos joves que sostenien paletes arrodonides i colpejaven una pilota a la platja.
Els jocs de raquetes figuren entre els esports més practicats a les platges del món, i alguns fins i tot s'han vertebrat al voltant de federacions reconegudes organitzant competicions d'alt nivell. Aquests jocs tenen de fet el seu origen en el frescobol, concepte inventat per Lian Pontes Carvalho l'any 1946 sobre el principi d'un joc de pilota amb raquetes de fustes. L'esport té la particularitat de definir els dos jugadors no pas com a adversaris, sinó com a companys.
Aquest esport es practica normalment a la sorra, però es pot jugar-hi a qualsevol lloc, a condició de disposar de l'espai necessari.
El frescobol comença amb una distància reduïda entre els dos jugadors (entre 3 i 5 metres) i es realitzen sèries de tocs tractant de fer el més gran nombre d'intercanvis possible sense que caigui la pilota: cal doncs lligar amb els punts forts del company d'equip. Quan els jugadors se senten capaços, augmenten progressivament la distància entre companys, i tracten de ser les més regulars possible, allò prolonga al màxim els intercanvis i el plaer del joc.

## Variants possibles
És possible de compondre dos o diversos equips de dos jugadors
Segons el nivell dels practicants, les dimensions de terreny són de 6 metres d'amplària per 9 metres de llarg, a senyalitzar amb línies traçades al terra o amb plots (vetllant a evitar tot perill).
És prohibit als jugadors de franquejar aquesta línia. L'objectiu del joc és de ser l'últim equip a fer caure la pilota.
Faltes: quan la pilota cau a terra (cap rebot no és autoritzat), o quan la pilota és copejada amb altra cosa que la raqueta.
Es pot també traçar un cercle d'aproximadament 1 m. de diàmetre al voltant d'un dels dos jugadors. Es prohibit de sortir-ne. Amb el material adaptat, és possible practicar aquest esport amb els peus a l'aigua.